# Metadrama
Der Begriff des Metadramas (gr.  μετά meta: zwischen, hinter, nach) wird als literaturtheoretischer bzw. literaturwissenschaftlicher Terminus für diejenige Form des Dramas verwendet, in der das dramatische Werk auf sich selbst als literarische Form oder Fiktion bzw. als theatralische Illusion (Metatheater) verweist und diese Selbstreferenzialität bzw. diese Autoreflexivität zum Gegenstand der Darstellung macht.
Trotz eines unterschiedlichen Bezugs auf das dramatische Textsubstrat wird vor allem in literaturwissenschaftlichen Darstellungen bzw. in der Interpretationspraxis häufig der Begriff des Metatheaters als Synonym benutzt.
Obwohl zwischen dem Spielcharakter des Metadramas und der postmodernen Literatur eine Affinität besteht, stellt das Metadrama grundsätzlich ein ahistorisches Merkmal bzw. Element des Dramas dar, mit dem insbesondere in Komödien, aber auch in den audio-visuellen Medien des Films oder Fernsehens gearbeitet wird.
Historisch kann das Metadrama in der europäischen Literaturtradition bis zu den Mysterienspielen oder geistlichen Spielen im Mittelalter zurückverfolgt werden.
Nach der Typologie von Karin Vieweg-Marks (1989) lassen sich in operationalisierbarer Form sechs unterschiedliche Typen des Metadramas unterscheiden:
Thematisches MetadramaDas Theater bzw. Theatermilieu wird zum setting; Schauspieler spielen Schauspieler. Das Zuschauerbewusstsein der „Theaterhaftigkeit“ des auf der Bühne Dargestellten wird ohne Zerstörung der dramatischen Illusion erhöht.
Fiktionales MetadramaAls Spiel-im-Spiel (play within a play) stellt das Drama die Aufführung eines Werkes (oder auch die Proben dazu) dar; auf diese Weise wird die Fiktionalität des Stückes potenziert und die Perspektivenstruktur des Dramas aufgefächert.
Episierendes MetadramaDie Absolutheit des Dramas wird durch Prolog, Epilog, Chor, asides, narrativen Sub- oder Paratext bzw. eine Erzählerfunktion durchbrochen. Die Situation der Aufführung wird auf diese Weise dem Zuschauer anti-illusionistisch verdeutlicht.
Diskursives MetadramaDurch Theaterreferenzen in den Repliken wird das foregrounding des Mediums mimetisch erzeugt; die Bandbreite reicht dabei von toten Metaphern bis zur Verbalisierung des Bewusstseins der dramatischen Figuren, sich in einem theatralischen Raum zu befinden. Damit wird ebenfalls die illusionistische Erwartungshaltung des Publikums durchbrochen.
Figurales MetadramaDie Dualität bzw. Doppelung von Schauspieler und Rolle wird den Zuschauern durch verschiedene (episierende) Darstellungsmittel, beispielsweise durch das Mittel des „Aus-der-Rolle-Fallens“, bewusst gemacht. Ein weiteres Mittel ist das Fingieren von Sekundärrollen, das der Figurenkonzeption zugeordnet ist.
Adaptives MetadramaDurch den Bezug des Primärtextes auf einen (bekannten) Stoff bzw. einen konkreten Prätext oder auch durch eine explizite Gattungsreferenz (z. B. Krimistück, Farce) entsteht eine Selbstreflexivität des Mediums. Der intertextuelle Bezug verdeutlicht und fokussiert dabei die Literarizität und Fiktionalität des dramatischen Werks.